# Verdrag van Sint-Petersburg (1812)
Het Verdrag van Sint-Petersburg was een geheim anti-Frans verdrag gesloten op 5 april 1812 tussen Zweden en het Russische Rijk, gevolgd door het Verdrag van Åbo op 30 augustus. De Zweden en Russen sloten hiermee een bondgenootschap tegen Napoleons Franse keizerrijk. Dit bondgenootschap zou uitgroeien tot de Zesde Coalitie die, na Napoleons rampzalige veldtocht naar Rusland, de keizer in 1814 zou verslaan en tot aftreden dwingen.
Het verdrag was de eerste stap naar de Zweedse inlijving van Noorwegen in 1814.

## Achtergrond

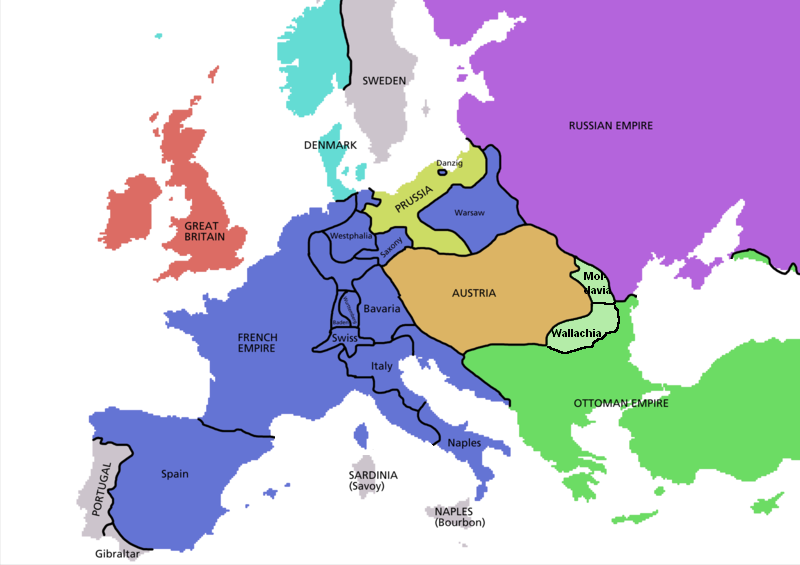
Europa in 1812

Bij de Vrede van Tilsit (1807) sloten de Franse keizer Napoleon en de Russische tsaar Alexander I een bondgenootschap. Tsaar Alexander kwam tevens overeen om Zweden aan te vallen als de Zweden geallieerd bleven met de Britten en zich niet bij het Frans-Russische bondgenootschap aansloten.
Koning Gustaaf IV Adolf van Zweden, die een enorme haat tegen Napoleon koesterde, weigerde echter het bondgenootschap met de Britten te verbreken en het Continentale Stelsel (een handelsboycot van de Britten) in te voeren. In 1808 brak de Finse Oorlog uit, toen Rusland zonder oorlogsverklaring Zweden binnenviel. De oorlog eindigde met een grote Russische overwinning, en bij de Vrede van Fredrikshamn op 7 september 1809 moest Zweden Finland afstaan aan Rusland. Koning Gustaaf IV Adolf werd afgezet en vervangen door de 60-jarige Karel XIII.
Zweden sloot een aparte vrede met Frankrijk, het Verdrag van Parijs op 6 januari 1810, en sloot zich alsnog aan bij het Continentaal Stelsel. Om de vrede te bezegelen stelde Napoleon voor om een van zijn maarschalken te benoemen tot kroonprins van Zweden. Het werd Jean-Baptiste Bernadotte. Hij werd in 1818 koning van Zweden als Karel XIV Johan en stichtte hiermee het huidige Zweedse koningshuis Bernadotte.
De vrede tussen Frankrijk en Zweden bleef niet lang in stand. Napoleon stond de Zweden niet toe om Noorwegen (in handen van de Franse bondgenoot Denemarken) te annexeren als compensatie voor het verlies van Finland. De Zweden begonnen het Continentaal Systeem al snel te negeren en weer met de Britten handel te drijven. Als straf hiervoor werd Zweeds-Pommeren in januari 1812 weer bezet door Franse troepen. De Zweden werden zo in de handen gedreven van hun voormalige vijand, de Russen, die inmiddels weer in conflict met Napoleon waren.

## Het verdrag
Op 5 april 1812 sloten de Zweden en Russen een geheim verdrag in de Russische hoofdstad Sint-Petersburg. Hierbij kwam Zweden overeen om 30.000 troepen bij te dragen aan de oorlog tegen de Fransen. Als wederdienst beloofde de Russische tsaar Alexander om de Zweedse claim op Noorwegen te steunen met diplomatieke en, zo nodig, militaire middelen. Maar tsaar Alexander weigerde Finland of zelfs alleen de Ålandseilanden aan Zweden terug te geven. De Zweden moesten het grondgebied van Rusland garanderen, waarmee ze hun claim op Finland opgaven.
Napoleon probeerde tevergeefs de Zweeds-Russische coalitie te voorkomen door de Zweedse koning Finland, Pommeren en Mecklenburg aan te bieden, in ruil voor actieve steun van de Zweden tegen de Russen.
Op 9 april werd een tweede, vergelijkbaar verdrag ondertekend in de Zweedse hoofdstad Stockholm. En op 30 augustus ontmoetten tsaar Alexander en de Zweedse kroonprins Karel XIV Johan (Bernadotte) elkaar in het Finse Åbo (nu Turku) om het Verdrag van Åbo te tekenen, waarmee de tsaar en de kroonprins de bepalingen van het Verdrag van Sint-Petersburg bevestigden. Ook werd een geheim verdrag getekend waarmee Rusland de toekomst van het koninklijke huis Bernadotte garandeerde; hiermee wilde tsaar Alexander voorkomen dat Bernadotte weer naar Franse kant zou overgaan wanneer hem dat uitkwam.

## Nasleep
Het parlement van Zweden (de Riksdag van Örebro, april-augustus 1812) besloot de militaire dienst in te voeren, zodat de Zweedse koning de troepen kon leveren waar hij zich bij het Verdrag van Sint-Petersburg aan verplicht had.
Na Zweedse bemiddeling sloten de Russen op 28 mei 1812 de Vrede van Boekarest met het Ottomaanse Rijk. Op 18 juli volgde het Verdrag van Örebro, een formeel vredesverdrag tussen de Britten aan de ene kant en de Russen en Zweden aan de andere kant.

Napoleons terugtrekking uit Moskou

### Veldtocht naar Rusland
De Russische tsaar had nu de handen vrij om met Napoleon af te rekenen. Met de Russische weigering om het Continentaal Stelsel in stand te houden en een groeiend conflict over het Hertogdom Warschau, een Franse vazalstaat aan de Russische grens, leek oorlog tussen Frankrijk en Rusland onvermijdelijk. Napoleon sloot anti-Russische verdragen met Pruisen en Oostenrijk en in juni 1812 viel hij met zijn Grande Armée Rusland binnen. Hiermee begon de Russische veldtocht, die rampzalig eindigde voor Napoleon: het Grande Armée werd vernietigd en de resterende Fransen trokken zich voor het einde van het jaar weer uit Rusland terug.

### Nederlaag van Napoleon
Nu de kansen eindelijk waren gekeerd en een geallieerde overwinning binnen handbereik leek, sloot Pruisen zich in februari 1813 aan bij de anti-Franse coalitie van Rusland, Zweden en het Verenigd Koninkrijk. In maart verklaarden Zweden en Pruisen Frankrijk de oorlog, in augustus gevolgd door Oostenrijk. Na de Franse nederlaag in de Slag bij Leipzig (de "Volkerenslag", oktober 1813), waar de Zweedse troepen van Bernadotte ook aan deelnamen, sloten ook de andere Duitse staten zich aan bij deze Zesde Coalitie. De geallieerden vielen Frankrijk binnen en op 11 april 1814 deed Napoleon afstand van de troon en vertrok naar Elba.
Bij de Vrede van Kiel op 14 januari 1814 werd Noorwegen door de Denen afgestaan aan Zweden. Noorwegen bleef tot 1905 in personele unie met Zweden verbonden.